# 北肯塔基大學
北肯塔基大學（缩写为）是一座位于美国肯塔基州海兰黑茨的一所州立男女共学的大学。虽然它位于肯塔基州，但是俄亥俄州辛辛那堤位于它西北约11千米。北肯塔基州大學主要是一座博雅教育本科学校，但是它也有研究生院。目前大学共有1.5万多名学生，其中1.3万名为本科生，2000多名研究生。它是辛辛那堤都市地区的第三大学校，是肯塔基八所州立大学中建校最晚的一座，不过它不是最后加入州立大学系统的。路易斯維爾大學是1970年加入州立大学系统的。

## 历史

### 早年历史
北肯塔基大學的历史开始于1943年。当年肯塔基大学在卡温顿开设了一个分校。1968年这个分校独立为北肯塔基州立学院。1970年弗兰克·斯蒂利博士受聘为大学生的第一任校长。次年原来在辛辛那堤独立的法学院合并到了北肯塔基州立学院里来。1972年主校园从卡温顿迁到海兰黑茨。1973年第一批学士毕业。1976年学院扩展，并改名为北肯塔基大學。

### 近年历史
从它1968年建校和1976年提升为大学以来北肯塔基大學不断扩展，建造了许多新建筑和学员，并扩大和多样化了其学生组成。现任校长詹姆斯·沃特鲁巴博士从1997年就任以来致意改变学校的形象，帮助学校获得学术信用。在沃特鲁巴的领导下学校改善了其学生入学要求和提高了其学生的学术成就。2002年北肯塔基州大學更改了其标志。近年来学校在校园里建造新的和改善的设施。

## 校园

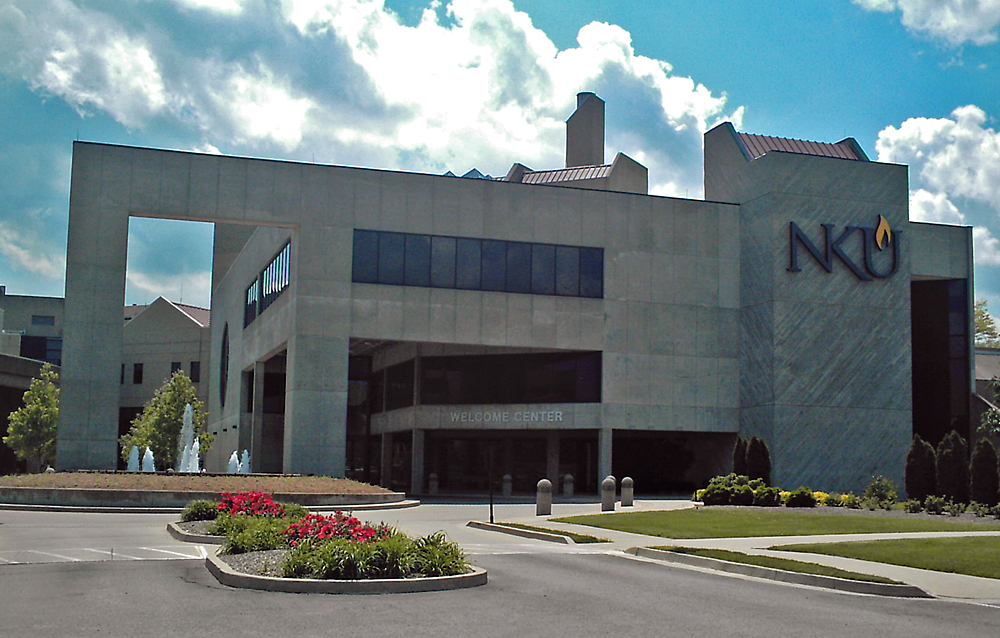
弗兰克·斯蒂利图书馆

### 海兰黑茨
北肯塔基大學的主校园位于海兰黑茨，直接在美国国道27旁，辛辛那堤东南11千米处，占地1.6平方公里。这个校园是1970年代初建造的，它的第一座建筑物是1972年启用的。
大多数北肯塔基大學的学生每日要坐车来校园上学，只有约2000名学生直接住在校园内。
近年来北肯塔基大學在扩大其校园和设施。最近刚刚完成的肯塔基银行中心是一座有9400个席位的体育场，建造费用为6000万美元。它是北肯塔基大學的主体育场，也可以用做来办娱乐活动，如音乐会等。体育场是以肯塔基银行命名的，因为它资助了500万美元帮助建筑。
2008年8月启用的学生会建筑有可用面积1.34万平方米，建筑费用3700万美元。它取代了老建筑，其设计满足学生在校园上的需要。建筑内包括咖啡馆、商店、游戏厅、办公室和其它设施。
其它工程包括一个为体育场提供的新停车场和一个用来调节交通的迂回。
目前北肯塔基大學计划到2020年大举扩展校园，建造多座新学术建筑、宿舍、体育场、停车场和连接道路。
在德鲁姆学术中心内有一人类学博物馆。北肯塔基大學也是世界上第一座拥有一个激光投影天文馆的教育机构。

### 其它校园
北肯塔基大學在卡温顿的校园于2008年末被关闭。它主要为非传统学生和成人学生以及急救医学技术使用。
北肯塔基大學的格兰特县中心位于威廉斯顿，它是格兰特县高等教育基金会与北肯塔基大學的合作项目。它包括北肯塔基大學的教育项目和威廉斯顿创新中心。

## 学院

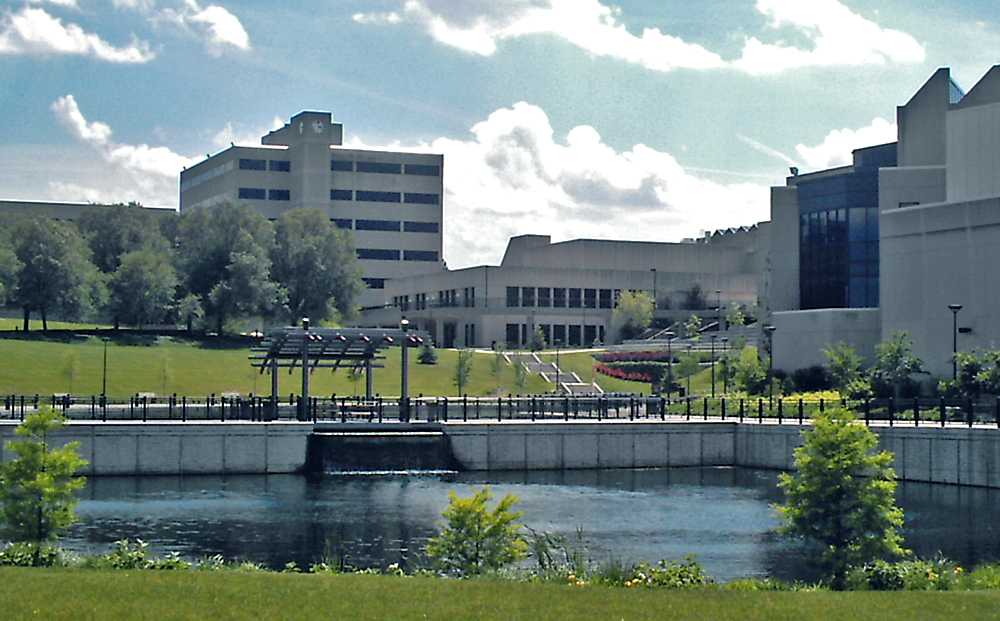
北肯塔基大學校园一角

### 学院
北肯塔基大學目前有六座学院，其中最新的是2006年创办的信息技术学院。
- 艺术和科学学院
- 商业学院
- 教育和人文服务学院
- 信息技术学院
- 健康职务学院
- 法学院

### 名誉项目
北肯塔基大學有自己独有的荣誉表彰。其历史学国际荣誉学会分会18次连续获得最佳分会的奖赏。

### 图书馆
北肯塔基大學的主图书馆于1975年建成，它是以大学的第一任校长命名的。1995年图书馆以910万美元改新和扩展。图书馆的五个层楼里藏书30万卷，此外还有1.8万卷杂志和约140万微胶卷。图书馆内还藏有大辛辛那堤图书馆联盟媒体收藏。
校园上的另一个图书馆是两层楼高的法学图书馆，它藏有31.3万多卷书和5.7万论文和杂志。

### 公共义务活动

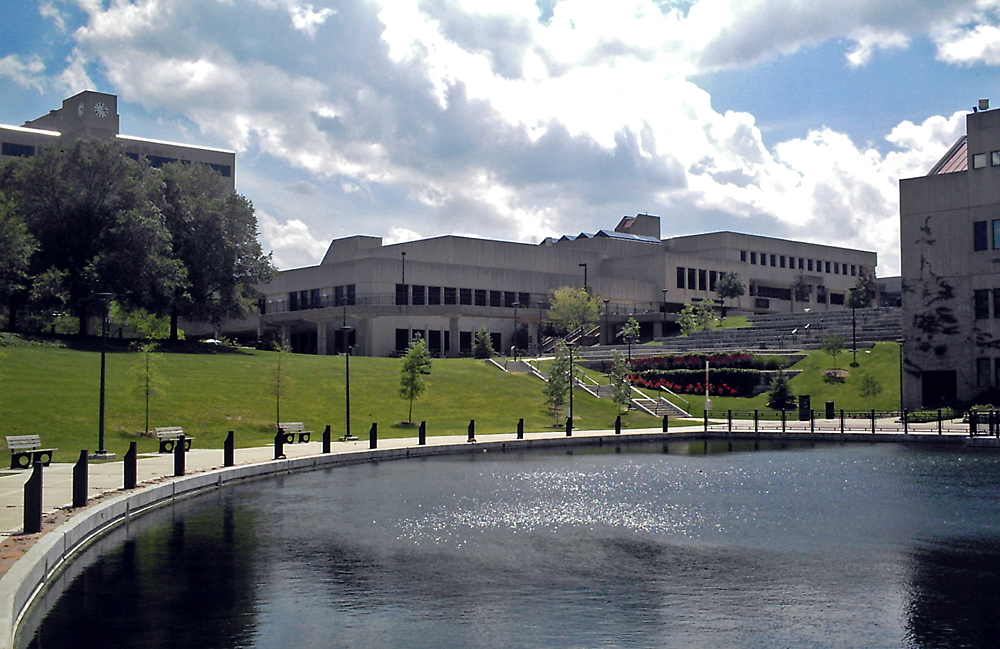
校园中心的湖

北肯塔基大學从事公共义务活动和促进经济发展。它与私有公司进行合作创办了五个合作中心。
校园上的其它研究中心有和平研究所、应用生态学中心、小商业发展中心、新经济技术开发区研究所、环境教育中心、国家科学和数学结合中心和地方政府法中心。

### 研讨会
北肯塔基大學每年邀请知名的保守派和自由派人士来做授课式的研讨。马里奥·柯莫、亚伦·基斯、史蒂夫·福布斯、纽特·金里奇、乔治·麦克格文、鲍勃·多尔、约翰·爱德华兹、詹姆士·卡威尔、玛丽·马特琳、保罗·贝加拉、鲍勃·伍德沃德、乔治·斯蒂凡诺泼斯、乔治·维尔、塔克·卡尔森、艾尔·弗兰肯都曾经参加这个研讨会。2007年的研讨者是帕特·布坎南和汤姆·达施勒，2008年的研讨者是卡尔·罗夫和迪迪·迈尔斯。

## 体育
北肯塔基大學的男子和女子体育队都被称为。目前北肯塔基大學是全美大學體育協會第二组的成员。2011年12月8日北肯塔基大學宣布它将逐渐转到第一组。从2012年7月18日开始北肯塔基大學将正式加入第一组并参加2012年秋季的比赛。通过这次转换北肯塔基大學江不能参加全美大学体育协会的冠军比赛，因为它需要在未来四年里参加第一组的种子赛。目前北肯塔基大學有棒球、男女篮球、男女越野、男女高尔夫球、男女足球、男女垒球、女子田径、男女网球和女子排球队。

### 体育俱乐部
北肯塔基大學的学生也组织校内的学生体育俱乐部，其中包括冰球、男子足球、跆拳道、击剑、拳击、袋棍球、橄欖球、巴西柔术等。这些俱乐部主要是通过体育俱乐部项目组织的。

## 学生生活
北肯塔基大學的学生组织有不同的联谊会。

## 媒体

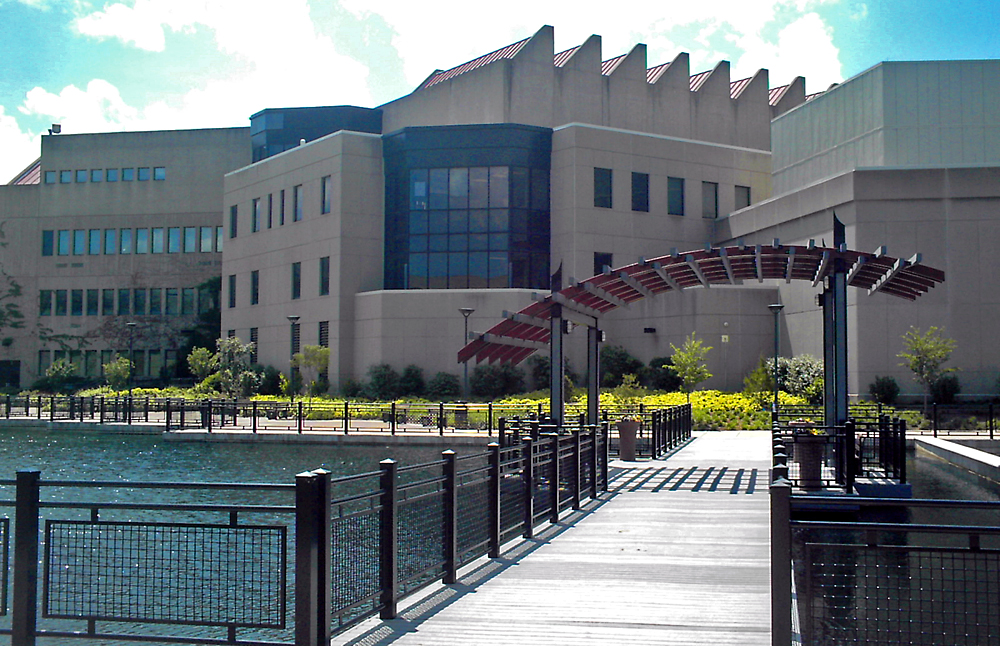
艺术中心

### 公共媒体
北肯塔基大學的电台是1986年成立的，曾经获奖。它是对外公开的。
北肯塔基大學拥有一个公共教育性的有线电视电视台，它在北肯塔基州的有线电视中可以收到。它有多项节目，并现场转播北肯塔基大學排球和垒球比赛。学电子媒体和广播可以参加协助制做节目，但是大学本身控制该电视台。

### 学生媒体
北肯塔基大學的学生办一份获过奖的独立报纸。它也在网上出版。此外学生还办一个独立的網路電台。

## 名人

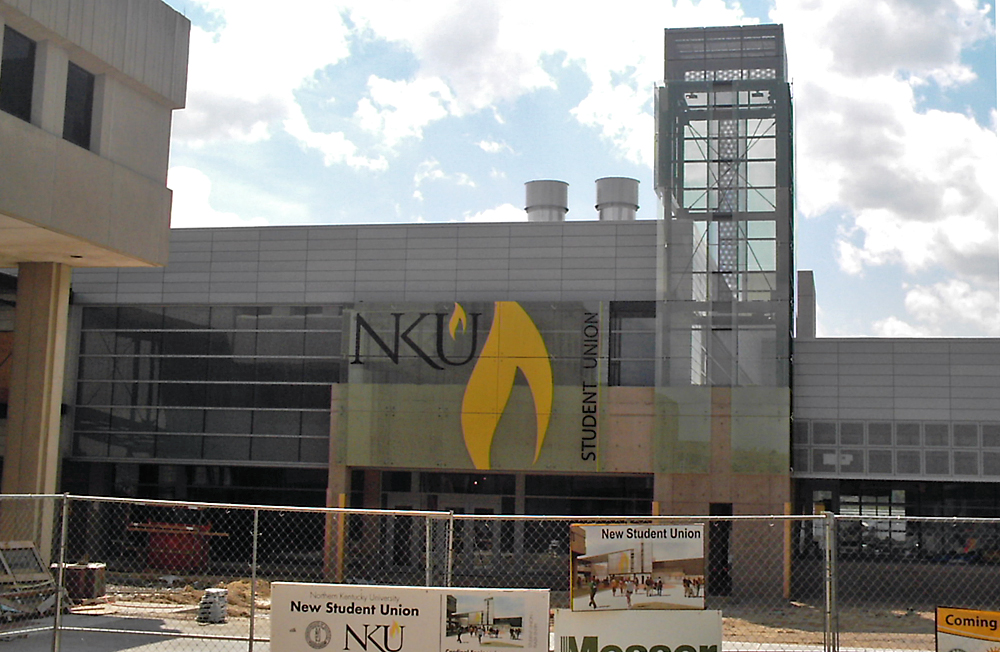
学生会建筑2008年6月建造时的景象

### 学生
- 史蒂夫·夏波，政治家
- 乔治·克鲁尼，演员
- 亚当·格雷戈里，演员
- 肯恩·卢卡斯，政治家
- 加里·韦伯，记者

### 教师
- 海柔·巴顿，微生物学家
- 谢尔盖·普鲁斯米亚克，钢琴家